# Carex breviscapa
Espèce
Classification phylogénétique
Carex breviscapa est une espèce de plantes du genre Carex et de la famille des Cyperaceae.